# Totenbahre

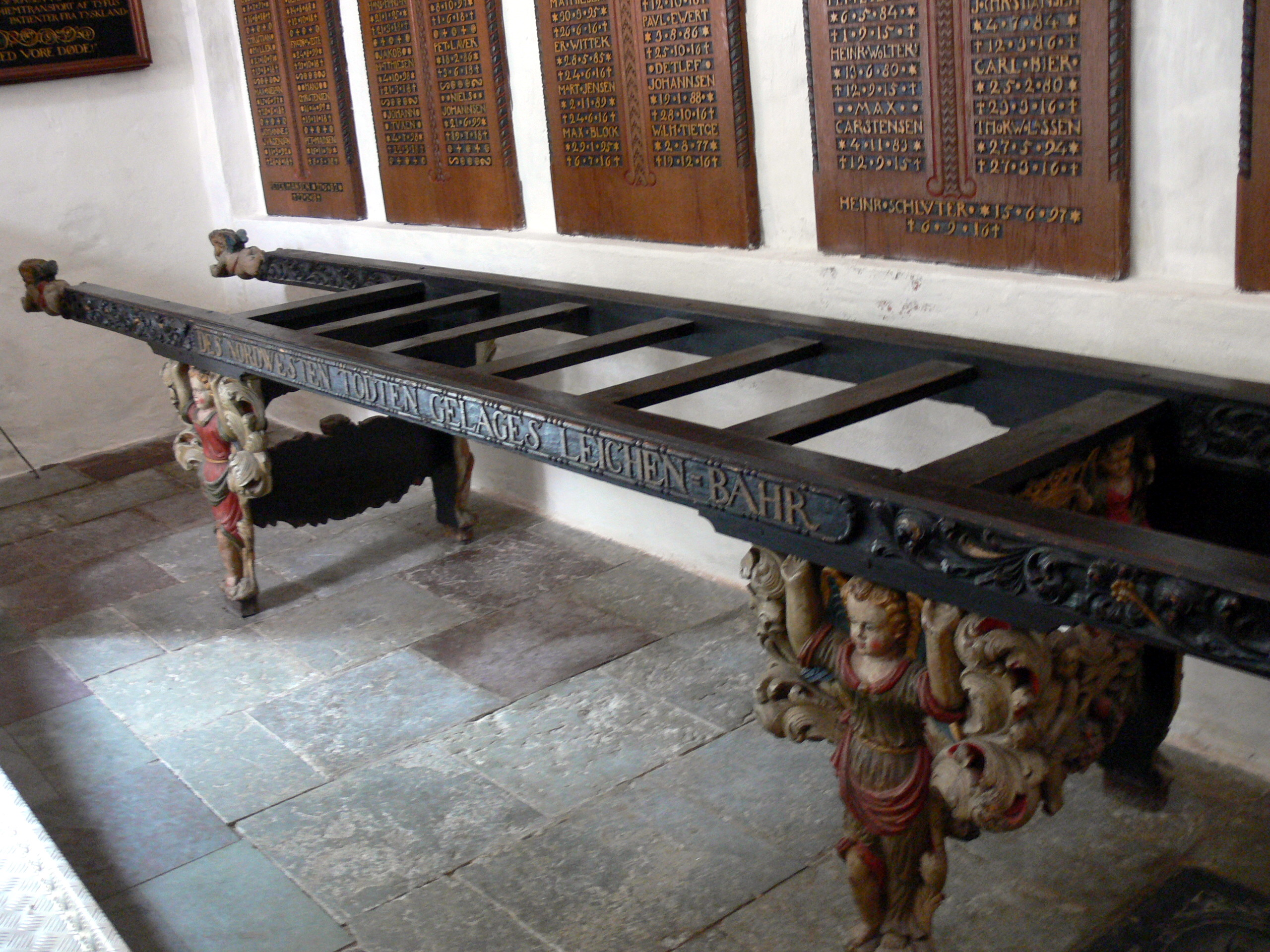
Barocke Totenbahre in der Christuskirche von Tønder

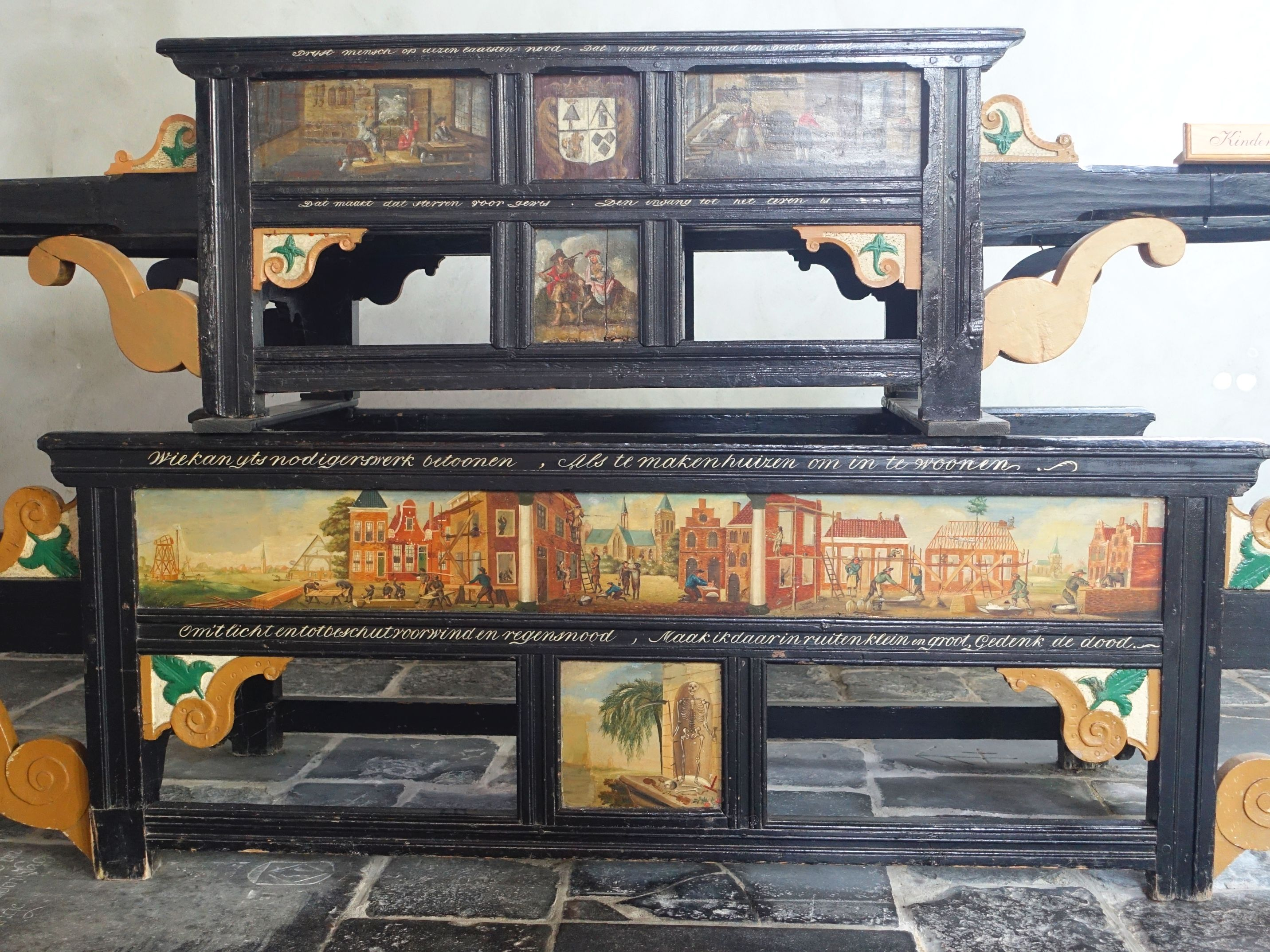
Zunftbahren in Warkum

Eine Totenbahre war früher ein hölzernes Gestell, auf dem ein Toter zur Beerdigung getragen wurde. Ausgestattet mit zwei oder vier Rädern und einem Schiebegriff, ist die Bahre heute meist aus Metall gefertigt.

## Funktion
In der Vergangenheit war der Tote darauf lediglich mit einem Bahrtuch bedeckt. Dies ist in den meisten Ländern nicht mehr zulässig. Der Tote wird nun – vollständig bekleidet, mindestens aber in einem langen Totenhemd – in einem Sarg auf der Bahre zum Begräbnis oder zur Aufbahrung transportiert; teilweise ruht der Sarg auch während des Transports oder der Aussegnung in der Leichenhalle geöffnet auf der Bahre.
Obwohl heute im Alltag weniger präsent ist der Begriff der Bahre in Sprichwörtern und Redensarten immer noch anzutreffen. Gebräuchlich ist etwa die Redensart „Hoffnung ist der Wanderstab des Lebens von der Wiege bis zur Bahre“. Ein ironischer Ausspruch, mit dem deutlich gemacht werden soll, dass das Leben von Verwaltung und Bürokratie bestimmt wird, lautet: „Von der Wiege bis zur Bahre – Formulare, Formulare!“